# Fernand Melgar

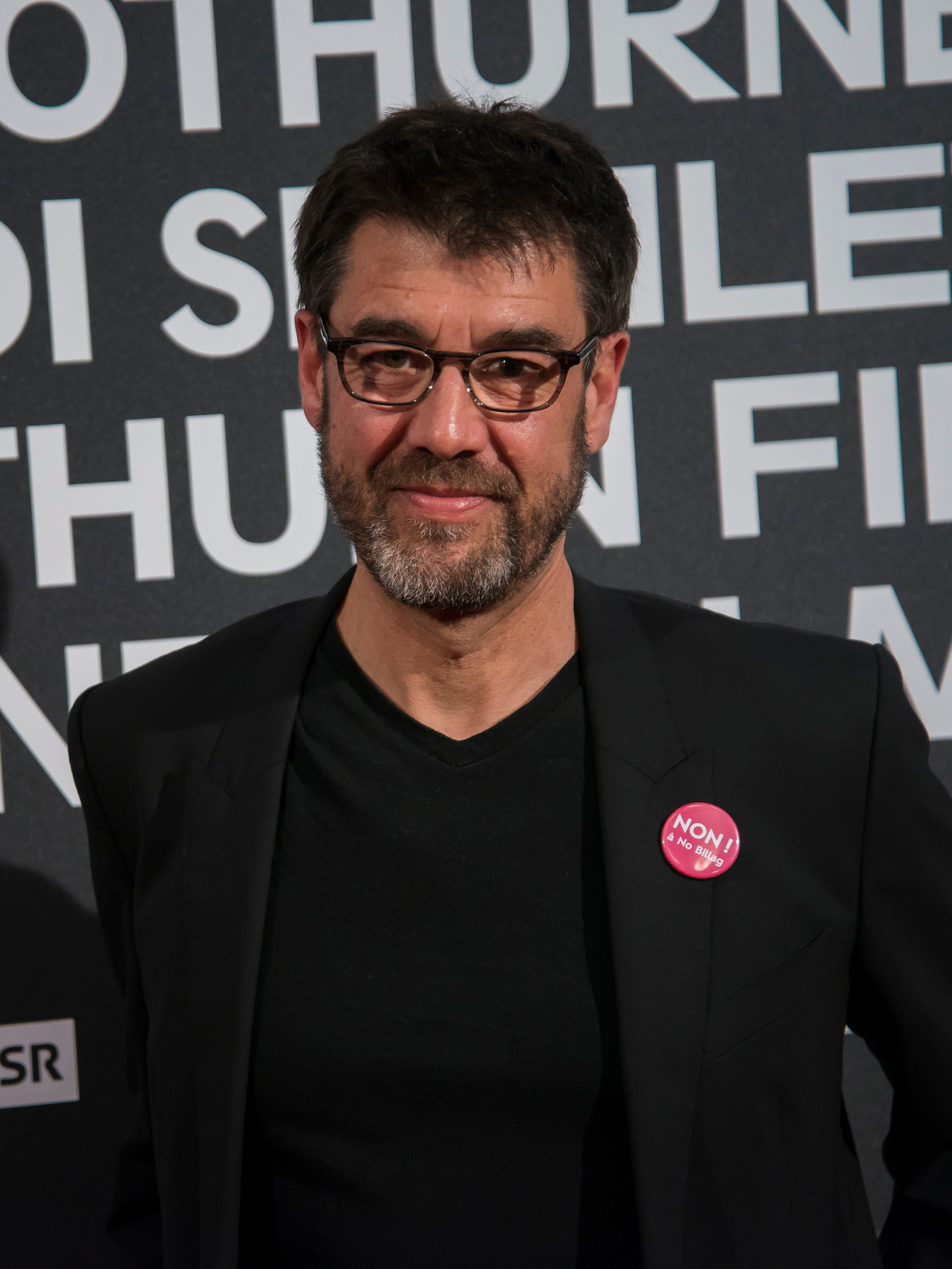
Fernand Melgar (2018)

Fernand Melgar (* 4. Juli 1961 in Tanger) ist ein spanisch-schweizerischer Regisseur und Produzent von Dokumentarfilmen. Seine Filme haben zahlreiche Auszeichnungen gewonnen, unter anderem den Goldenen Leoparden „Cineasten der Gegenwart“ und zwei Schweizer Filmpreise.
Er ist Vertreter des Copyleft, und seine Filme sind gratis bei Plattformen wie vimeo verfügbar.

## Leben
Er ist Sohn spanischer Anarcho-syndikalisten der Confederación Nacional del Trabajo (CNT), die in den 1930er Jahren nach Marokko emigrierten. Mit ihnen wanderte er 1964 heimlich als Saisonarbeiter in die Schweiz aus.
In den 1980er Jahren unterbrach er sein Wirtschaftsstudium, um an der Bewegung Lôzane Bouge teilzunehmen und mit Freunden das Cabaret Orwell und den Rock Club La Dolce Vita in Lausanne zu gründen.
Ab 1983 dreht er als Autodidakt seine ersten Dokumentarfilme für das Schweizer Fernsehen und das Kino. 1985 tritt er der Vereinigung unabhängiger Filmregisseure Climage bei. 2018 verlässt er sie und gründet seine eigene Produktionsgesellschaft Le Dzè.
Fernand Melgar lebt und arbeitet in Lausanne in der Schweiz.

## Filmografie

### Kurzfilme
- 1983: Performances au Musée Deutsch sur huit jeunes artistes vaudois
- 1986: Le musée imaginaire über ein verlassenes Museum
- 1987: L'homme-nu über einen alten Mann, der nackt in einem Schweizer Wald wohnt
- 1997: Fou du jeu über Spielsucht in einem Madrider Vorort
- 2003: Collection Premier Jour über besondere Tage die das Leben verändern
- 2003: À table über die Ernährung während des Zweiten Weltkriegs in der Schweiz
- 2003: À l'arrière über die Rolle der Frauen während des Zweiten Weltkriegs in der Schweiz
- 2003: « J » über die Juden an der Schweizer Grenze während des Zweiten Weltkriegs
- 2005: La vallée de la jeunesse über die Arbeit des Choreographen Philippe Saire

### Fernsehen
- 1990: Chroniques cathodiques sur la vidéo de création à New-York
- 1991: Je zappe donc je suis über das Fernsehen auf der Welt
- 2013: Le monde est comme ça über das Schicksal der Abgeschobenen aus dem Film Vol spécial

### Spielfilme
- 1993: Album de famille über die Emigration der Eltern Fernand Melgars in die Schweiz
- 1998: Classe d'accueil über die Integration junger Ankömmlinge in Crissier
- 2002: Remue-ménage über einen Familienvater, der in Moudon als Transvestit auftritt
- 2005: Exit, le droit de mourir über Sterbehilfe in der französischsprachigen Schweiz
- 2008: La Forteresse über ein Asylbewerberheim in Vallorbe
- 2011: Vol spécial über ein Abschiebehaftzentrum  bei Genf
- 2014: L'Abri über eine Notunterkunft für Obdachlose in Lausanne
- 2018: À l'école des philosophes über eine spezialisierte Schule in Yverdon-les-Bains

### Installationen
- 2005: Le puits über die Mystik des Wassers
- 2009: Dans la forteresse über die visuelle und klangliche Atmosphäre des Films La forteresse

## Auszeichnungen

### Exit, le droit de mourir (2005)
- 2006: Beste Schweizer Dokumentation Prix du Cinéma Suisse;
- 2006: Beste europäische Koproduktion Golden Link Award[3];
- 2006: Inspiration Award – Honorable Mention au Full Frame Fest[4];
- 2006: Mention du jury au FIFF, Namur.

### La forteresse (2008)
- 2008: Goldener Leopard „Cineasten der Gegenwart“, Filmfestival von Locarno

### Vol spécial (2011)
- 2011: Erster Preis der jungen Jury beim Filmfestival von Locarno

## Bibliografie
- Vianney Schlegel, « Fernand Melgar, L’abri », Lectures, Les comptes rendus, 2016 (auf Französisch)
- Melgar, Fernand « Le Dzè» in Dolce Vita – A Music Club, 2015, ISBN 978-2-8251-4504-3, édition Âge d'homme